# Turnaca acuta
Turnaca acuta är en fjärilsart som beskrevs av Walker 1864. Turnaca acuta ingår i släktet Turnaca och familjen tandspinnare. Inga underarter finns listade i Catalogue of Life.